# Нафтогазова промисловість Росії

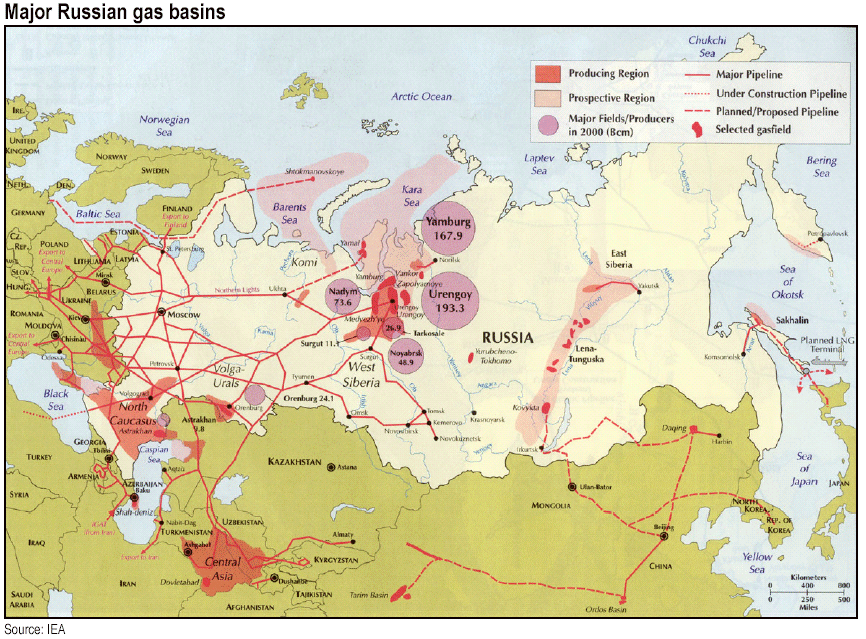
Основні газові басейни Росії

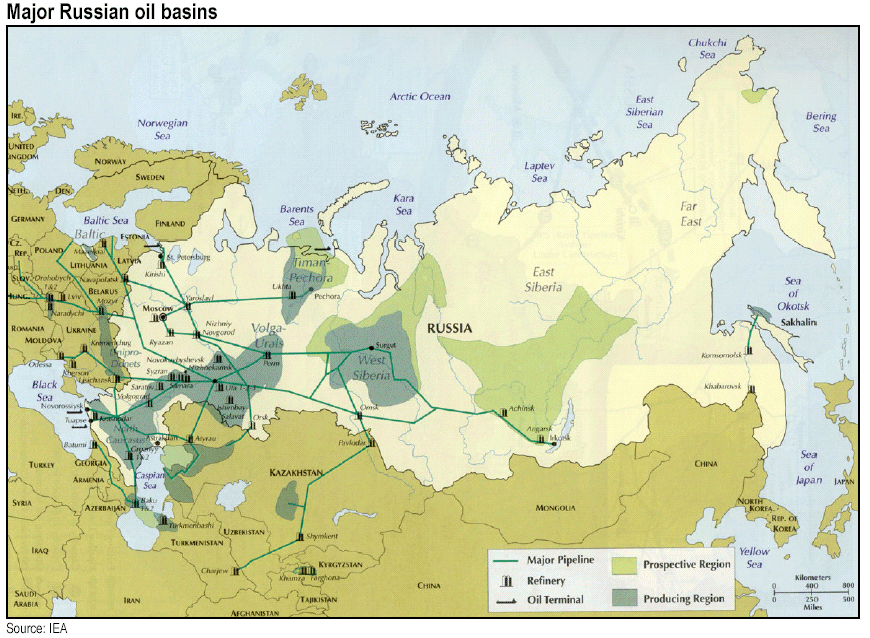
Основні нафтові басейни Росії

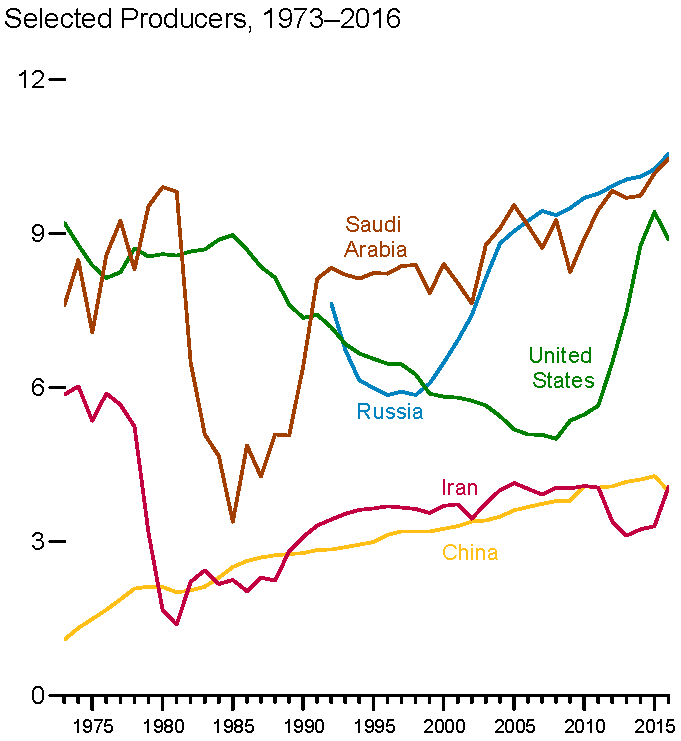
Graph of Top Oil Producing Countries 1960—2006

Нафтогазова промисловість Росії — провідна галузь російської промисловості, що включає в себе видобуток, переробку, транспортування і збут нафти, а також виробництво, транспортування і збут нафтопродуктів.

## Геологічні запаси
За запасами нафти РФ займає 5-е, а газу — 1-е місце у світі (1999). Сумарні прогнозні нафтові ресурси країни оцінюються в 62.7 млрд т. Велика частина цих ресурсів зосереджена в східних і північних районах країни, а також на шельфах арктичних і далекосхідних морів. На початку XXI ст. з 2152 відкритих в Росії нафтових родовищ в розробку залучено менше половини, а запаси родовищ, що експлуатуються вироблені в середньому на 45 %. Однак початковий потенціал ресурсів нафти Росії реалізований приблизно на третину, а в східних районах і на російському шельфі — не більш ніж на 10 %, так що можливе відкриття нових значних запасів рідких вуглеводнів, в тому числі в Західному Сибірі.
Поклади нафти і газу встановлені в осадових г.п. від венду до неогену, але найбільші ресурси вуглеводневої сировини зосереджені в палеозойському (девон, карбон, перм) і мезозойському (юра, крейда) відкладах. На тер. РФ виділяють такі нафтогазоносні провінції: Західно-Сибірську, Тимано-Печорську, Волго-Уральську, Прикаспійську, Північно-Кавказько-Мангишлацьку, Єнісейсько-Анабарську, Лено-Тунгуську, Лено-Вілюйську, Охотську та нафтогазоносні області: Балтійську, Анадирську, Сх.-Камчатську. Західно-Сибірська нафтогазоносна провінція приурочена до однойменної плити і охоплює Тюменську (Лянфорське родовище газу), Томську, Новосибірську і Омську області, зах. околицю Красноярського краю. Пром. нафтогазоносність пов'язана з потужним чохлом мезозойсько-кайнозойських відкладів. Тут відкрито понад 300 родов. нафти і газу. Тимано-Печорська пров. розташована напівночі Європейської частини РФ. Нафтогазоносний майже весь розріз осадових г.п. (від ордовика до тріасу) але найбільше покладів і понад 90 % запасів зосереджено в продуктивних горизонтах середньодевонсько-нижньофранського теригенного комплексу (Усинське, Возейське, Зах.-Тебукське та інші родов.). З карбон-нижньопермським комплексом порід пов'язані поклади Вуктильського, Лаявожського, Півд.-Шапкинського і інш. родовищ. Волго-Уральська пров. знаходиться на сході Європ. частини РФ. Бл. 40 % від усіх нафт. ресурсів провінції тут зосереджено в девонських і понад 50 % — в кам'яновугільних відкладах, а бл. 90 % запасів газу пов'язано з пермськими г.п. Нафтові і газові родов. виявлені в Пермській, Кіровській, Ульяновській, Куйбишевській, Оренбурзькій, Саратовській і Волгоградській областях, Татарській, Башкирській і Удмуртській АР. Найбільші нафтові родавища: Ромашкінське, Арланське, Бавлінське, Муханівське, Ішимбайське і інші, а також Оренбурзьке газове родовище. На тер. РФ знаходиться півн.-західна частина Прикаспійської провінції, де осн. продуктивними горизонтами тут є палеозойські г.п., а підлегле значення мають пермсько-тріасові і юрські. Тут виділяється Астраханське газоконденсатне родовище. Нафтові родов. розвідані в пісковиках аптського ярусу в межах вала Карпінського і в прилеглих до нього зонах. Нафтогазоносність у Півн.-Кавказько-Мангишлацькій пров. (простягається вздовж Півн. Кавказу від Азовського до Каспійського м.) встановлена по всьому розрізу мезозойсько-кайнозойських осадових відкладів, але найбільше значення мають юрський, нижньо- і верхньокрейдовий, палеогеновий і неогеновий продуктивні комплекси. У межах цієї провінції розташовані найстаріші в країні Майкопський (Майкопське газоконденсатне родовище) і Грозненський (Ічкерія) нафтові промисли, а також родов. нафти і газу Краснодарського і Ставропольського країв, Дагестану (розвідкою та розробкою родовищ займається виробниче об'єднання «Дагнефть») і Калмикії. Єнісейсько-Анабарська провінція розташована на півночі Красноярського краю і Зах. Сахи (Якутії). Пром. скупчення газу встановлені в мезозойських г.п. Усть-Єнісейської западини. Лено-Тунгуська провінція охоплює півн. і центр. райони Красноярського краю, зах. і півн. райони Іркутської обл. і зах. частину Якутії (Сахи). Нафтогазоносність пов'язана з осадовими г.п. верх. протерозою (рифей-венд) і ниж. палеозою (кембрій). Перспективні також ордовицькі і силурійські відклади. Особливостями провінції є наявність трапового магматизму, що ускладнив формування нафтових і газових родовищ, та вічної мерзлоти, що утруднює їх розвідку і освоєння. Лено-Вілюйська провінція розташована в зах. частині Якутії. Продуктивними є теригенні пермські, тріасові і юрські г.п. Охотська нафтогазоносна провінція охоплює акваторію Охотського м., Татарської затоки, о. Сахалін і зах. узбережжя п-ова Камчатка. Промислово нафтогазоносні г.п. неогену. На тер. РФ (в межах Калінінградської обл.) знаходиться півд. частина Балтійської нафтогазоносної області. Пром. нафтоносними є теригенні відклади середнього кембрію. Анадирська область розташована в південно-сх. частині Чукотського авт. округу. Тут найперспективніші відклади крейди, палеогену і неогену. Сх.-Камчатська нафтогазоносна область охоплює сх. частину п-ова Камчатка і прилеглі шельфи Берингова м. і Тихого о. Перспективними є палеогенові і неогенові відклади. Нафтоносна шельфова зона Арктики охоплює Берингове, Баренцеве (о. Колгуєв) і інш. моря.
За оцінками British Petroleum на 2003 р. у Росії запаси нафти 60 млрд бар., частка у світі — 6 %, оцінений за рівнем споживання майбутній продуктивний період — 22 р. Запаси газу (трлн куб.м), частка у світі і роки видобутку, що залишилися: 48 (31 %), 81 рік.
Доведені запаси газу Росії розподіляються по економічних районах таким чином: на райони європейської частини країни припадає 4.9 трлн.м³ (в тому числі на Поволзький — 5.9 %, Уральський — 2.3 %, Північний — 1.5 %, Північно-Кавказький — 0.6 %), Західного Сибіру — 36.8 трлн.м³ (77.5 %), Східного Сибіру — 1.0 трлн.м³, Далекого Сходу — 1.1 трлн.м³, шельфу — 3.7 трлн.м³. Найбільшими газовими родовищами є Уренгойське і Ямбурзьке. На п-ові Ямал на 25 родовищах розвідано 10.4 трлн.м³ запасів. У акваторії Баренцева моря запаси газу понад 3 трлн.м³.

## Нафтова і газова промисловість
Видобуток нафти в Росії з 1990 по 2000 р. знизився з 516 до 323 млн т, газу — з 641 до 583 млн м3. Росія не заповнює видобуток нафти за рахунок відкриття нових запасів. У 2000—2002 рр. країна видобула понад 1 млрд т нафти, а приріст запасів становив тільки 850 млн т. В 2002 р. видобуто 380 млн т, тоді як приріст запасів становив всього 260 млн т. Найбільші родовища із запасами нафти понад 100 млн т вироблені на 50 % [Gulf News Online].
Найбільші обсяги вуглеводневої сировини за 2002 рік видобули «ОАО ЛУКОЙЛ» — 75,49 млн т, «ОАО НК ЮКОС» — 69,88 млн т, «ОАО Сургутнєфтєгаз» — 49,2 млн т, ВАТ «Тюменська нафтова компанія» — 37,5 млн т і «ОАО Сибнефть» — 26,32 млн т.
Обсяг експортного постачання у 2002 р — 185 млн т нафти, з яких 152,8 млн т — далеке зарубіжжя. У 2003 р обсяг видобутку нафти за оцінками склав 390 млн т, а експорт — 191 млн т . Спостерігалася тенденція нарощування експортного постачання в далеке зарубіжжя (до 159 мільйонів тонн). У 2005 р видобуток нафти в Росії за оцінками — 424 млн т, у 2010 р. — 510 млн т. У 2020 р в Росії планують добувати 420—460 млн т нафти.
За підсумками 2012 року обсяг російського видобутку нафтової сировини збільшився в порівнянні з 2011 р на 6,6 млн тонн (+1,3 %) і склав в абсолютному вираженні 518 млн тонн, встановивши новий максимальний рівень після розпаду СРСР.
У 2013 році видобуток нафти в Росії зріс до 523,3 млн тонн, а її експорт знизився.
У 2014 році обсяг видобутку нафти в Росії збільшився на 0,6 %, в порівнянні з 2013 роком, і склав 526,8 млн т. Середньодобовий видобуток нафти при цьому склала 1,44 млн тонн, що стало рекордним показником з 1987 року (1,5 млн тонн на добу).
Обсяг виробництва газу в Росії 2002 року зріс на 2,4 % в порівнянні з показником 2001 року і становив 595,3 млрд м³ [Інф. «ИА Финмаркет»]. Бл. 90 % видобутку природного газу Росії здійснює ВАТ «Газпром». Динаміка газовидобутку: 1998 р. — 554 млрд куб.м, 2000 р. — 523 млрд куб.м, 2002—523,79 млрд куб.м. Близько 70 % видобутку «Газпрому» припадає на: Ямбург (запаси на 1.01.2000 р. 4.5 трлн куб.м), Уренгой (6.2 трлн куб.м) і Ведмеже (0.68 трлн куб.м). З 2002 р. в період зниження видобутку увійде і Ямбургське родов. Об'єми газу, що поставляється в європейські країни щорічно зростають (в 2000—2001 рр. на 3-5 млрд м³ річно). Стабілізувати видобуток газу протягом наступних 5-7 років на рівні не менше за 523—530 млрд м³ в рік «Газпрому» дозволить введення в експлуатацію нафтогазоконденсатного родовища Заполярне (запаси 3.5 трлн куб.м). Це найбільший проект по видобутку газу в Росії за останнє десятиріччя. З освоєнням Заполярного зв'язують реалізацію міжнародного проекту експорту російського газу в Туреччину («Блакитний потік»).
Експорт газу Росії в 2002 р. становив 167 млрд. 900 млн кубометрів проти 125 млрд кубометрів в 2001 р. В тому числі, експорт в далеке зарубіжжя становив 134,2 млрд кубометрів, в країни СНД — 33,4 млрд кубометрів (ИНТЕРТЭК).

## Перспективи
Експерти прогнозують згортання нафтогазового сектору Росії, що відбудеться вже у 2020-х роках. 70 % запасів — це важко видобувна нафта, її собівартість від 70 доларів на суші до 150 доларів за барель в Арктиці, до того ж потрібні технології, доступ до яких перекритий санкціями Заходу за війну в Україні, розпочату Росією у 2014 р.

## Екологія
У процесі видобутку вуглеводнів у Росії протягом 1985—2000 років було зафіксовано більше 130 відкритих фонтанів, які призвели до тяжких наслідків; у 55 випадках при цьому вибухи супроводжувалися пожежами.